# Raimund Sternal

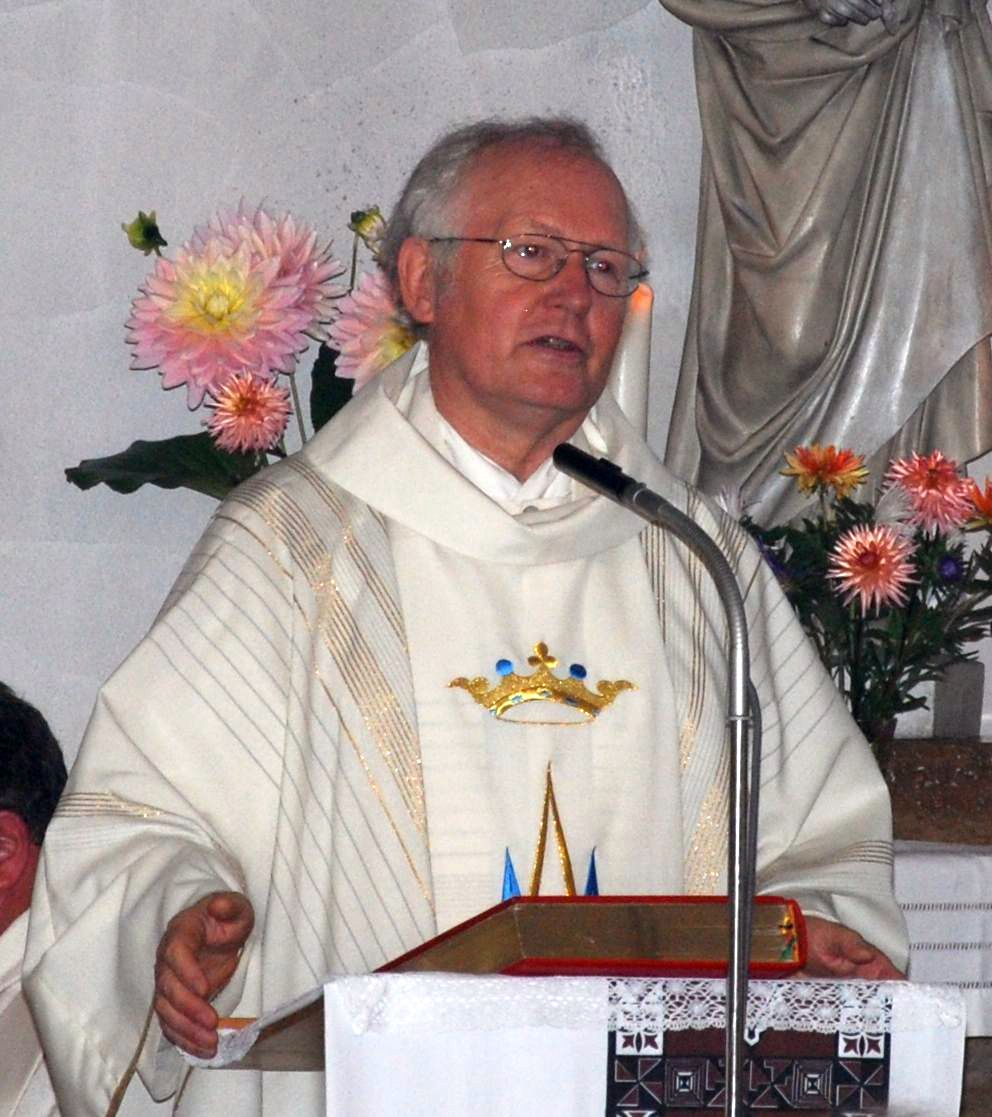
Raimund Sternal

Raimund Sternal (* 1946 in Staßfurt) ist ein römisch-katholischer Geistlicher. Von 2005 bis 2016 war er Generalvikar im Bistum Magdeburg.

## Leben
Sternal studierte am Priesterseminar in Erfurt Theologie. 1972 wurde er durch Bischof Johannes Braun zum Priester im Bistum Magdeburg geweiht. Nachdem er Vikar in Merseburg war, wurde er Spiritual am Norbertuswerk und leitete von 1981 bis 1986 das Jugendseelsorgeamt des damaligen Bischöflichen Amtes Magdeburg. Anschließend leitete er als Rektor 14 Jahre lang das Seminar für Gemeindepastoral St. Gertrud. Im Jahr 2000 wurde er Leiter der Hauptabteilung Pastoral im Bischöflichen Ordinariat. Seit 2001 ist Raimund Sternal zudem residierender Domkapitular. 
2005 wurde er von Bischof Gerhard Feige als Nachfolger von Reinhold Pfafferodt zum Generalvikar der Diözese Magdeburg ernannt. Zum 1. September 2016 trat er in den Ruhestand. Sein Nachfolger als Generalvikar wurde Bernhard Scholz.